# 오스트리아 U-18 축구 국가대표팀
오스트리아 U-18 축구 국가대표팀(독일어: österreichische Fußballnationalmannschaft der U-18-Junioren)은 오스트리아를 대표하는 18세 이하의 축구 국가대표팀으로, 오스트리아의 축구 관리 기관인 오스트리아 축구 협회의 관리를 받는다.

## 역대 감독
| 감독            | 임기        |
| --------------- | ----------- |
| 헤리베르트 베버 | 1995 ~ 1996 |